# Louis Massignon
Louis Massignon (25. července 1883 Nogent-sur-Marne – 31. října 1962 Paříž) byl francouzský islamolog, průkopník katolicko-muslimského dialogu. Patřil k intelektuálům, kteří ve 20. století ovlivnili vztah katolické církve k islámu. Zasadil se o to, aby byl islám uznán za abrahámovské náboženství. Svým působením a dílem ovlivnil pozitivní přístup k islámu v dokumentech II. vatikánského koncilu Lumen gentium a Nostra aetate.

## Život
Louis Massignon se narodil v Nogent-sur-Marne poblíž Paříže. Jeho otec Fernand Massignon byl malíř a sochař používající pseudonym Pierre Roche. Přátelil se s romanopiscem Joris-Karlem Huysmansem, jehož konverze ke katolicismu inspirovala mladého Louise.

### Vzdělání
Louise Massignon započal svá studia na Lycée Louis-le-Grand v Paříži. Po získání bakalářského titulu podnikl první cestu do Alžírska. Roku 1902 úspěšně zakončil studium a rozhodl se život zasvětit arabistice. Roku 1907 byl vyslán na archeologickou misi do Mezopotámie.

### Duchovní zkušenost a konverze
V Bagdádu se stal hostem muslimské rodiny Alusího, který ho zachránil když byl v poušti obviněn ze špionáže a málem zabit. Poté Massignon onemocněl a tváří v tvář smrtelnému nebezpečí podle svých slov ucítil Boží přítomnost. Druhý spirituální zážitek prožil v Bejrútu za doprovodu iráckého karmelitánského kněze Père Anastase-Marie de Saint Elie. Přijal katolickou víru a i přes pozvání Charlese de Foucaulda, který také prožil setkání s Bohem v arabském kontextu, se nestal poustevníkem a roku 1914 se oženil se svou sestřenicí Marcelle Dansaert-Testelin.

### Působení
Během I. světové války pracoval jako překladatel pro 17. francouzskou koloniální divizi. Za svoji službu obdržel dvě medaile za hrdinství. Po válce získal místo na Katedře muslimské sociologie a sociografie Collège de France. Roku 1931 se stal františkánským terciářem a zvolil se řádové jméno Ibrahím.
9. února 1934 spolu s přítelkyní z mládí Mary Kahilovou složil slib badalíja (nabídl svůj život za muslimy) v opuštěném františkánském kostele v Damiettě, kde se roku 1219 setkal svatý František z Assisi se sultánem al-Kamilem. S povolením papeže Pia XII. se Massignon stal melchitským řeckým katolíkem. Roku 1950 přijal kněžské svěcení z rukou biskupa Kamela Medawara. Po II. světové válce se z pozice uznávaného intelektuála věnoval politické pomoci muslimům a arabským křesťanům. Věřil v možné soužití židů, křesťanů a muslimů v Palestině.
Louis Massignon zemřel 30. října 1962.